# Intriptilina
Intriptilina é um antidepressivo tricíclico (TCA) que nunca foi comercializado.
Molecularmente, trata-se de um dibenzociclotrieno com uma ligação tripla na cadeia lateral, o que o faz também ser encontrado na forma de um epóxido estável nas posições 10,11.
Pode ser obtido também na forma de cloridrato, de fórmula molecular C21H20ClN e massa molecular 321,848 g/mol, classficado com o PubChem CID e número CAS 27466-29-1.